# مطار كوادر الدولي
مطار كوادر الدولي (إياتا: GWD، إيكاو: OPGD) (بالبلوشية: گوادر میان اُستمانی بالی پٹ)(بالأردوية: گوادر بین الاقوامی طیران گاہ)‏ هو مطار دولي يقع على بعد 14 كم إلى الشمال من مدينة كوادر في إقليم بلوشستان في باكستان.

## التاريخ
بدأت العمليات الجوية في المطار عام 1966، وبدأت الرحلات الدولية برحلتين أسبوعيتين من كراتشي - جوادر - مسقط، وتم افتتاح مبنى المطار في عام 1984، وتم افتتاح صالة المغادرة المخصصة لكبار الشخصيات في عام 2008.
يعد مطار جوارد من أكبر مطارات إقليم بلوشستان في باكستان، ويربط المطار برحلات مباشرة إلى كراتشي وتربت ومسقط، وكان عدد من شركات الطيران الأخرى قد أطلقت رحلاتها إلى جوادر ولكنها اضطرت إلى تعليق رحلاتها بسبب سوء الأداء التشغلي، وشملت هذه الشركات شركة الطيران العماني.
تتوقع حكومة باكستان أن تصبح مدينة جوادر مركزا اقتصاديًا إقليميًا، وبدأت في التحضير لهذا الأمر، وقد أُصدر توجيه حكومي لتطوير مطار جوادر الجديد الدولي، لهذا الغرض خصص الجهاز المركزي للمحاسبات مساحة 3000 فدان (12 كيلومتر مربع) من الأراضي في موقع يبعد 26 كم شمال شرق المطار الحالي، ومن المتوقع أن يكلف 250 مليون دولار، وسيتم تمويل هذا المشروع من منحات دولية، ومن جانب آخر هناك خطط توسيعية للمطار الحالي لزيادة تسهيل حركة الطيران فيه.

## شركات الطيران
| شركـات طيـران                     | الوجهات                     |
| --------------------------------- | --------------------------- |
| الخطوط الجوية الدولية الباكستانية | كويته ، تربت، كراتشي، مسقط. |